# Bintan
Bintan is een klein eiland van Indonesië dat 48 km ten zuidoosten van Singapore en ten oosten van Sumatra ligt.
Samen met de andere Indonesische eilanden Batam en Karimun, die beide ten westen ervan liggen, vormt Bintan een speciale economische zone.
Men kan Bintan per veerboot bereiken vanuit Singapore. De boot vertrekt vanuit Bandar Bentan Telani en komt op Bintan aan in Bd. Bentan Telani of Tanjung Pinang. Verder zijn er ook veerverbindingen met de andere eilanden. Bij de plaats Sungai Lekop ligt het Kijang vliegveld.

## Geschiedenis
Bintan speelde vroeger een centrale rol in de Maleise geschiedenis. De afgezette heerser van Malakka vluchtte in de 16e eeuw naar dit eiland, nadat hij door de Portugezen uit zijn stad werd verdreven. De inwoners van Bintan waren in die tijd geen Maleiers maar orang laut. Het hof van Malakka werd nog enige malen verplaatst naar Johor en Lingga maar de koninklijke familie keerde uiteindelijk terug en vestigde zich op Pulau Penyengat ("Wespeneiland"), voor de zuidkust van Bintan. Thomas Stanford Raffles kreeg begin 19e eeuw van de prins van Penyengat toestemming om het nabijgelegen eiland Singapore namens de Britse kroon "voor eeuwig" te pachten. Penyengat werd in de 19e eeuw een belangrijk centrum voor Maleise en islamitische wetenschap. Imams uit Mekka onderwezen in de koninklijke moskee en zestig belangrijke Maleise literatuurwerken werden hier geschreven (waaronder het beroemde Tuhfat al-Nafis, een Buginees-Maleis geschiedverhaal door Raja Ali Haji). Ook Bintan is, net als Batam, sterk in ontwikkeling op het gebied van industrie en toerisme.